# Dječje odmaralište-lječilište u Krvavici
Dječje odmaralište i lječilište, odmarališno-lječilišni arhitektonski kompleks u Krvavici, zaštićeno kulturno dobro.

## Opis dobra
Dječje odmaralište - lječilište u Krvavici izgrađeno je 1963. – 1964. za potrebe liječenja i rehabilitacije djece vojnih osiguranika, usred guste borove šume na obali mora. Projektant je Rikard Marasović. Kružni lebdeći volumen na stupovima dominira kompleksom. U prizemnom dijelu nalazi se polifunkcionalni prostor za odmor i igru djece „L“ oblika koji diferencira unutrašnji prostor kružnog dvorišta od prirodnog krajolika borove šume. Gospodarsko servisni blok, funkcionalno odvojen od lječilišnog i djelomično ukopan u teren, izveden je u ortogonalnom rasteru. Decentan postav građevine unutar šume u neposrednoj blizini morske obale, dinamična spirala kretanja koja sve prostore čini aktivnima,“lebdeća“ struktura s otvorenim prostorom u sredini koja rastvara volumen omogućavajući njegovo povezivanje s prirodom, inventivna konstrukcija i iznad svega suptilan odgovor na imaginaciju dječjeg svijeta, čine ovaj objekt izuzetnim primjerom skladnog i organičnog odnosa arhitekture, njezine funkcije i krajolika. Riječ je o jedinstvenom primjeru moderne lječilišne arhitekture druge faze modernizma i jednom od kanonskih djela hrvatske moderne arhitekture koje je relevantno i u internacionalnom kontekstu.

## Zaštita
Pod oznakom Z-6385 zavedena je kao nepokretno kulturno dobro - pojedinačno, pravna statusa zaštićena kulturnog dobra, klasificirano kao "profana graditeljska baština".

## Recentni angažmani
Iako je glavna zgrada zapuštenom stanju, povremeno je predmetom umjetničkih, zaštitarskih, aktivstičkih i komunalnih akcija koje nastoje oplemeniti i sačuvati prostor od propadanja. 
Koncem listopada 2021. godine međunarodni projekta GRADOVI-BOLNICE (inspirirani lječilišnim gradovima) udruge f.act iz Graza (Austrija) u suradnji s udrugom Intermundia iz Zagreba i udrugom mART iz Makarske realizirao je dvodnevni program čišćenja, performansa, kreativnih radionica, izložbenih prezentacija, vođenih tura, ali kolektivnog odmora i okrijepe pod nazivom Liječenje lječilišta, kojeg su prenijeli lokalni i nacionalni mediji. Udruge su najavile daljnji rad na oživljavanju objekta, medijaciji kulturne baštine i participativnog rada u zajednici.